# Paweł (Wilczinski)
Paweł, imię świeckie Joann Jelewfierjewicz Wilczinski (ur. 1829, zm. 22 maja?/4 czerwca 1908 w Bałaszowie) – rosyjski biskup prawosławny.
Ukończył seminarium duchowne w Kamieńcu Podolskim (w 1849) i Kijowską Akademię Duchowną (1853). W roku ukończenia studiów teologicznych, 29 czerwca 1853, złożył wieczyste śluby mnisze. 10 lipca tego samego roku został wyświęcony na hierodiakona, zaś pięć dni później – na hieromnicha. 30 maja 1856 otrzymał tytuł naukowy magistra nauk teologicznych i został wykładowcą seminarium duchownego w Połtawie. Po roku przeniesiony na stanowisko inspektora seminarium duchownego w Charkowie. W 1862 otrzymał godność archimandryty. Od 1867 do 1878 był rektorem seminarium duchownego we Włodzimierzu.
8 stycznia 1878 miała miejsce jego chirotonia na biskupa sarapulskiego, wikariusza eparchii wiackiej. Po miesiącu przeniesiono go do eparchii kazańskiej jako jej wikariusza z tytułem biskupa czeboksarskiego. W 1882 został ordynariuszem eparchii saratowskiej i carycyńskiej. Następnie od 1889 do 1892 zarządzał eparchią astrachańską i jenotajewską. W listopadzie 1892 przeniesiono go na katedrę mohylewską i mścisławską, jednak już po miesiącu został ponownie biskupem astrachańskim. W 1893 został biskupem penzeńskim i sarańskim. W 1902 odszedł w stan spoczynku.
Zmarł w 1908 w monasterze Opieki Matki Bożej w Bałaszowie.